# 西榮里 (大里區)
西榮里，位於大里區中央偏北。

## 里名由來
因位於中興路西側，故取「西」字加上佳字「榮」為名。

## 地理
中新里面積0.4平方公里，劃分為31鄰，2,400戶，總人口6,768人（臺中市大里區戶政事務所民國109年1月底戶口統計）。本里東以中興路鄰內新里，西為東興里，南隔東榮路鄰長榮里，北以大明路與大明里為界。

## 行政區劃沿革
中新里於清代時隸屬藍興堡內新莊；明治35年（1902年）時，改隸臺中廳臺中區內新庄，至大正9年（1920年）則隨行政區調整，隸屬大屯郡大里庄內新大字。二次大戰結束後，國民政府接收臺灣，原先內新大字範圍被劃歸為內新村與東昇村，隸屬臺中縣大里鄉。民國59年（1970年），為因應眾多的外來人口，內新村被劃分為內新村、西榮村和日新村。民國82年（1993年）隨大里鄉升格為縣轄市大里市而改制為西榮里。民國91年（2002年），行政區再次調整，析西榮里東榮路以南置「長榮里」，範圍就此底定至今。

## 旅遊
- 內新市場

### 書籍
- 《臺灣地名辭書》卷十二《臺中縣》第二冊，第17頁

### 外部連結
- 臺中市大里區公所 沿革